# Liste der Kulturdenkmale in Friedrichroda

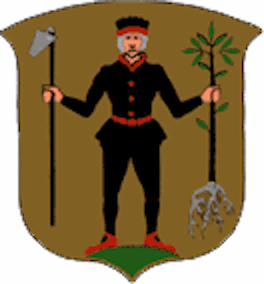

Diese Denkmalliste der Stadt Friedrichroda ist auf dem Stand vom 28. Mai 2014 und enthält gemäß dem Gesetz zur Pflege und zum Schutz der Kulturdenkmale im Land Thüringen (ThüDSchG) in der geltenden Fassung vom 24. Februar 2016 bzw. dem Ersten Gesetz zur Änderung des ThüDSchG vom 23. November 2005 die Kulturdenkmale der Stadt Friedrichroda.
Die Liste umfasst auch die Kulturdenkmale der Stadtteile Ernstroda mit Cumbach und Finsterbergen. (Stand: Juni 2008)

## Geschichtlicher Hintergrund
Zu Beginn des 19. Jahrhunderts waren die Haupterwerbsquellen der Stadt Friedrichroda und ihrer Bürger die Forstwirtschaft, das Handwerk, die Weberei, die Bleicherei und der Bergbau. Seit 1837 entwickelte sich Friedrichroda zu einem der beliebtesten und meistbesuchten Kurorte ganz Thüringens. Friedrich Perthes war in diesem Jahre der erste Kurgast und wohnte im Hause Reinhardsbrunner Straße 13. Im gleichen Jahr wurde die etwa 12 km lange Verbindungsstraße nach Kleinschmalkalden gebaut, die heutige L 1024. Der Fremdenverkehr wurde mehr und mehr eine der wichtigsten Einnahmequellen. Die im Jahre 1852 erstellte erste Kurgästeliste wies 362 Gäste auf. Die mit der Zunahme des Fremdenverkehrs notwendigen Unterkünfte, Logier- und Pensionshäuser führten zu einer verstärkten Bautätigkeit, die das Ortsbild erheblich veränderte. Zwischen 1860 und 1864 entstanden 50 neue Häuser. Der Anschluss an die Eisenbahnlinie Fröttstädt-Reinhardsbrunn erfolgte im Jahre 1876, 20 Jahre später wurde der Friedrichrodaer Bahnhof gebaut. Zwischenzeitlich, im Jahre 1891, begann man mit dem Bau der nach Herzogin Alexandrine von Sachsen-Coburg und Gotha benannten Alexandrinenstraße, in der die meisten der noch heute bestehenden ehemaligen Villen und Pensionshäuser bis etwa 1910 errichtet wurden. 1894 wurde das oberhalb der Stadt liegende Kurhaus errichtet.
Der Ausbruch des Ersten Weltkriegs im Jahre 1914 unterbrach die rege Bautätigkeit, die erst wieder nach Kriegsende in den 1920er und 1930er Jahren mit dem Bau von überwiegend Villen und Pensionen wieder aufgenommen werden konnte.

## Einzeldenkmale § 2 Abs. (1) ThürDSchG

### Sakralbauten
| Bild                           | Bezeichnung                                                                            | Lage                                   | Datierung | Beschreibung                                                                                     | ID |
| ------------------------------ | -------------------------------------------------------------------------------------- | -------------------------------------- | --------- | ------------------------------------------------------------------------------------------------ | -- |
| weitere Bilder Fotos hochladen | Katholische Kirche mit künstlerischer Ausstattung, Kirchhof und Einfriedung            | August-Eckardt-Straße 2a (Karte)       |           | Die Orgel von 1955 stammt aus der Potsdamer Orgelbauwerkstatt Alexander Schuke Potsdam Orgelbau. |    |
| weitere Bilder Fotos hochladen | Evangelisch-lutherische Kirche St. Blasius mit künstlerischer Ausstattung und Kirchhof | Marktstraße 22 (Karte)                 |           |                                                                                                  |    |
| weitere Bilder Fotos hochladen | Christuskirche mit künstlerischer Ausstattung, Kirchhof und Einfriedung                | Schweizer Straße 20 (Karte)            |           |                                                                                                  |    |
| weitere Bilder Fotos hochladen | Kirche und Ausstattung und Ummauerung                                                  | Finsterbergen, Brunnenstraße 3 (Karte) |           |                                                                                                  |    |
| weitere Bilder Fotos hochladen | Kirche mit künstlischer Ausstattung und Kirchhof                                       | Ernstroda, Kirchplatz 5 (Karte)        |           |                                                                                                  |    |
| weitere Bilder Fotos hochladen | Dorfkirche mit künstlischer Ausstattung und Kirchhof                                   | Cumbach, Leinaer Straße 5 (Karte)      |           |                                                                                                  |    |

### Schloss- und Parkanlagen, Friedhöfe
| Bild                           | Bezeichnung                                       | Lage    | Datierung | Beschreibung | ID |
| ------------------------------ | ------------------------------------------------- | ------- | --------- | --- | -- |
| weitere Bilder Fotos hochladen | Käte-Duncker-Denkmal                              | Kurpark |           | Das Denkmal zeigt Käte Duncker als Lehrerin in Friedrichroda, es befand sich bis 2009 im Kurpark der Stadt und wurde mit der Neugestaltung der Kurpromenade entfernt. Nach Auskunft des Bauamtes soll das Denkmal etwa im Jahre 2018 wieder im Kurpark aufgestellt werden. |    |
| weitere Bilder Fotos hochladen | Perthes-Gedenkstein                               | Kurpark |           | |    |
| weitere Bilder Fotos hochladen | Denkmal mit Gedenktafel für Johann Georg Eccarius | Kurpark |           | |    |

### Profanbauten (nach Straßen)
| Bild                           | Bezeichnung                                                   | Lage                                                            | Datierung | Beschreibung | ID |
| ------------------------------ | ------------------------------------------------------------- | --------------------------------------------------------------- | --------- | --- | -- |
| Fotos hochladen                | Wohnhaus                                                      | Alexandrinenstraße 1 (Karte)                                    |           | |    |
| Fotos hochladen                | Schule und Gedenktafel Helene Lange                           | Alexandrinenstraße 2 (Karte)                                    |           | |    |
| Fotos hochladen                | Wohnhaus                                                      | Alexandrinenstraße 10 (Karte)                                   |           | |    |
| Fotos hochladen                | Wohnhaus                                                      | Alexandrinenstraße 18 (Karte)                                   |           | |    |
| Fotos hochladen                | Wohnhaus                                                      | Alexandrinenstraße 22 (Karte)                                   |           | |    |
| Fotos hochladen                | Wohnhaus mit Einfriedung                                      | Alexandrinenstraße 26 (Karte)                                   |           | |    |
| Fotos hochladen                | Wohnhaus                                                      | Alexandrinenstraße 28 (Karte)                                   |           | |    |
| Fotos hochladen                | Wohnhaus                                                      | Alexandrinenstraße 31 (Karte)                                   |           | |    |
| Fotos hochladen                | Wohnhaus                                                      | Alexandrinenstraße 33 (Karte)                                   |           | |    |
| Fotos hochladen                | Gaststätte „Brauhaus“                                         | Bachstraße 14 (Karte)                                           |           | Das älteste zweckgebundene Fachwerkhaus Friedrichrodas ist das alte Brauhaus der Stadt. Auch heute erhält man hier selbstgebrautes Bier aus der Schackobräu-Brauerei. Das Brauhaus ist seit 1895 als Gasthaus genutzt und im Stil von damals erhalten geblieben. Gegenüber in der Brauerei, wo nach einem gefundenen Rezept Bier gebraut wird, finden regelmäßig Besichtigungen statt. Oben: Brauhaus im Oktober 2013, unten: Brauhaus im März 2016 |    |
| Fotos hochladen                | Wohnhaus (Hintermühle)                                        | Bachstraße 15 (Karte)                                           |           | |    |
| Fotos hochladen                | Wohnhaus                                                      | Bahnhofstraße 34 (Karte)                                        |           | |    |
| Fotos hochladen                | Wohnhaus                                                      | Bahnhofstraße 37 (Karte)                                        |           | |    |
| Fotos hochladen                | Wohnhaus                                                      | Büchig 3 (Karte)                                                |           | |    |
| Fotos hochladen                | Wohnhaus                                                      | Büchig 4 (Karte)                                                |           | |    |
| Fotos hochladen                | Sachteil Jugendstilfenster (Diebstahl)                        | Büchig 7 (Karte)                                                |           | |    |
| Fotos hochladen                | ehemaliges FDGB-Erholungsheim, jetzt RAMADA-Hotel             | Burchardtsweg 1 (Karte)                                         |           | |    |
| Fotos hochladen                | Villa „Warzenburg“                                            | Burchardtsweg 7 (Karte)                                         |           | Den Namen „Warzenburg“ erhielt das Haus wegen seiner warzenförmiger Ausstülpungen in der Hauswand. |    |
| Fotos hochladen                | Wohnhaus                                                      | Burgstraße 1 (Karte)                                            |           | |    |
| Fotos hochladen                | Wohnhaus                                                      | Finsterberger Weg 6 (Karte)                                     |           | |    |
| Fotos hochladen                | Rathaus                                                       | Gartenstraße 9 (Karte)                                          |           | |    |
| Fotos hochladen                | Wohnhaus                                                      | Grund 6 (Karte)                                                 |           | |    |
| Fotos hochladen                | Wohnhaus                                                      | Hauptstraße 6 (Karte)                                           |           | |    |
| Fotos hochladen                | Wohn- und Geschäftshaus, Scheune                              | Hauptstraße 11 (Karte)                                          |           | |    |
| Fotos hochladen                | Wohnhaus                                                      | Hauptstraße 13 (Karte)                                          |           | |    |
| Fotos hochladen                | Sachteil Stuckdecke (Nebengebäude)                            | Hauptstraße 15 (Karte)                                          |           | |    |
| Fotos hochladen                | Café Busch, Wohnhaus mit Kaffeehausausstattung.               | Hauptstraße 19 (Karte)                                          |           | Errichtet im Jahre 1906 im Jugendstil. Seit 1933 im Familienbesitz. Wegen des Originalzustands, auch des Mobiliars, unter Denkmalschutz. |    |
| Fotos hochladen                | Sparkasse, Wohn- und Geschäftshaus                            | Hauptstraße 35–37 (Karte)                                       |           | |    |
| Fotos hochladen                | Wohn- und Geschäftshaus                                       | Hauptstraße 51 (Karte)                                          |           | |    |
| Fotos hochladen                | Wohnhaus, Hinterhaus und Einfriedung oben Nr. 9, unten Nr. 9a | Herzogsweg 9, 9a ehemalige Waldstraße 9 (Karte)                 |           | |    |
| Fotos hochladen                | Wohnhaus mit Nebengebäude                                     | Herzogsweg 22 ehemalige Waldstraße 22 (Karte)                   |           | |    |
| Fotos hochladen                | ehemalige Post                                                | Lindenstraße 4 (Karte)                                          |           | |    |
| weitere Bilder Fotos hochladen | Buschmann-Brunnen                                             | Marktstraße/Lindenstraße (Karte)                                |           | |    |
| Fotos hochladen                | Apotheke                                                      | Marktstraße 7 (Karte)                                           |           | |    |
| Fotos hochladen                | Wohn- und Geschäftshaus                                       | Marktstraße 33 (Karte)                                          |           | |    |
| Fotos hochladen                | Wohnhaus                                                      | Perthesweg 2 (Karte)                                            |           | |    |
| Fotos hochladen                | Wohnhaus                                                      | Reinhardsbrunner Straße 3 (Karte)                               |           | |    |
| Fotos hochladen                | Wohnhaus mit Perthes-Gedenktafel                              | Reinhardsbrunner Straße 13 (Karte)                              |           | |    |
| Fotos hochladen                | Sprenglersborn-Brunnen                                        | Schmalkalder Straße (Karte)                                     |           | |    |
| Fotos hochladen                | Wohnhaus und Einfriedung                                      | Schreibersweg 2 (Karte)                                         |           | |    |
| Fotos hochladen                | Wohnhaus „Villa Minerva“                                      | Schweizer Straße 15 (Karte)                                     |           | Am 10. August 2020 übergab Landrat Onno Eckert dem Hausbesitzer Georg Frühauf und seiner Familie für die fachgerechte Restaurierung der ortsbildprägenden Villa den mit 1.500 Euro dotierten Denkmalschutzpreis des Landkreises Gotha. |    |
| Fotos hochladen                | Wohnhaus mit Einfriedung „Villa Glückauf“                     | Schweizer Straße 17 (Karte)                                     |           | Am 10. August 2020 übergab Landrat Onno Eckert dem Hausbesitzer Georg Frühauf und seiner Familie für die fachgerechte Restaurierung der ortsbildprägenden Villa den mit 1.500 Euro dotierten Denkmalschutzpreis des Landkreises Gotha. |    |
| Fotos hochladen                | Sachteil Jugendstilfenster im Hintergebäude                   | Schweizer Straße 22 (Karte)                                     |           | |    |
| Fotos hochladen                | Wohnhaus mit Einfriedung                                      | Schweizer Straße 38 (Karte)                                     |           | |    |
| Fotos hochladen                | Schwimmbad mit Gebäuden und Freifläche                        | Tabarzer Straße/An der Waldstraße (Karte)                       |           | |    |
| Fotos hochladen                | Städtisches Wasserwerk                                        | Untere Bachstraße 12 (Karte)                                    |           | |    |
| Fotos hochladen                | Wohnhaus                                                      | Unterer Schlossweg 2 (Karte)                                    |           | |    |
| Fotos hochladen                | Seebachsbrücke                                                | Überspannt die Reinhardsbrunner Straße (Karte)                  |           | |    |
| Fotos hochladen                | Villa                                                         | Am Steiger 8 (Finsterbergen) (Karte)                            |           | |    |
| Fotos hochladen                | Steigermühle                                                  | Leinagrund 5 (Finsterbergen) (Karte)                            |           | Einst beliebte Ausflugsgaststätte, verfällt sie zusehends. Oberes Bild im Jahre 2011, unten 2016 |    |
| Fotos hochladen                | Totenbrücke (unterhalb Riesenfichte)                          | Leinatal (Finsterbergen) (Karte)                                |           | erbaut 1857, überspannt die Kleine Leina |    |
| Fotos hochladen                | Haus Heinemann und Remise                                     | Rennsteigstraße 28 (alt:Hauptstraße 28) (Finsterbergen) (Karte) |           | Heute befindet sich hier das Heimatmuseum |    |
| Fotos hochladen                | Hirtenhaus                                                    | Tambacher Straße 8 (Finsterbergen) (Karte)                      |           | |    |
| Fotos hochladen                | Laufbrunnen „Storchenbrunnen“                                 | Kirchplatz (Ernstroda) (Karte)                                  |           | Dieser vom Jugendstil beeinflusste Laufbrunnen „Storchenbrunnen“ von 1912 befindet sich an der Ostseite der Ernstrodaer Kirche. Das zugehörige Wasserbecken entstand bereits um 1850. Der Brunnen ist benannt nach dem damaligen Schultheiß Johann Ernst Storch, der das Projekt bereits 1886 der Bürgerschaft vorstellte. Nach ausführlichen Beratungen wurde die Fa. Ansorg aus Arnstadt mit der Bauausführung beauftragt, die den Brunnen 1889 fertiggestellt hatte. Im Jahre 1912 wurde der Brunnen am 75. Geburtstag des ehemaligen Schultheißes Storch eingeweiht. Der Brunnenstein, die florale Brunnenschale, das Schriftband mit zwei Störchen und die Maske wurden vom Sundhausener Bildhauer Möller gefertigt. Im Jahre 2007 wurde der Brunnen von seinem Urenkel Thomas Möller restauriert. |    |
| weitere Bilder Fotos hochladen | Viadukt                                                       | Ernstroda, westlicher Ortsausgang (Karte)                       |           | Der Viadukt überspannt als ehemalige Eisenbahnbrücke den etwa 1 km nordöstlich von Ernstroda in die Wilde Leina mündende Schilfwasser-Bach und die Kreisstraße 14. |    |

## Denkmalensembles

### Bauliche Gesamtanlagen nach § 2 Abs. (2) Nr. 1 und Abs. (3) ThürDSchG
| Bild            | Bezeichnung | Lage                                            | Datierung | Beschreibung                                           | ID |
| --------------- | --- | ----------------------------------------------- | --------- | ------------------------------------------------------ | -- |
| Fotos hochladen | Sachgesamtheit mit Empfangsgebäude mit Güterabfertigung, Bahnsteigüberdachung, Güterschuppen und dem ehemaligen herzoglichen Pavillon | Am alten Bahnhof Bahnhof Reinhardsbrunn (Karte) |           | im Bild: im Jahre 2020                                 |    |
| Fotos hochladen | Schloss und Nebengebäude, Kleinarchitekturen, Schlossteich, Kapelle, Klostermauer, Park, Klosterreste                                 | Reinhardsbrunn 2 Schloss Reinhardsbrunn (Karte) |           | Im Bild: im Juni 2009                                  |    |
| Fotos hochladen | Bahnhof mit Hauptgebäude, Güterabfertigungshalle, Bahnsteinüberdachung, Metallgeländer                                                | Bahnhofstraße 55 Bahnhof Friedrichroda (Karte)  |           | Seit 1990 im Verfall begriffen. Im Bild: im Jahre 2016 |    |

### Kennzeichnendes Straßenbild nach § 2 Abs. (2) Nr. 2 und Abs. (4) ThürDSchG
| Bild            | Bezeichnung | Lage                            | Datierung | Beschreibung | ID |
| --------------- | --- | ------------------------------- | --------- | ------------ | -- |
| Fotos hochladen | Die Gebäude in der Alexandrinenstraße sind meist stattliche, traufständige zwei- bis dreistöckige Fachwerkbauten auf einem Natursteinsockel oder Kellergeschoss, der Zeit entsprechend mit Blechschindeln oder Schiefer verkleidet. Ausnahmsweise gibt es auch verputzte Massivbauten wie z. B. das Haus Nr. 18. Üblicherweise stehen die Gebäude auf einem rechteckigen Grundriss und sind oft über eine seitliche Natursteintreppe erschlossen. Ein flach geneigtes Satteldach, ein flaches Walmdach, Zwerchhäuser und Zwerchgiebel gehören zur typischen Bauweise. Mit Schiefer oder roten Tonziegeln sind die meisten Dächer gedeckt. Viele Bauten verfügen über ein- bis zweigeschossige verglaste Veranden oder offene Loggien. Ab und zu sieht man auch mehrgeschossige Erker. Die Fassaden sind durch Gesimse und hölzerne Eckquaderungen und gestaltete Fensterbeklleidungen und -bekrönungen gegliedert. Ein kleiner, straßenseitiger Vorgarten mit z. T. bauzeitlicher Einfriedung ist in den meisten Fällen erhalten, wobei es sich meistens um einen Zaun aus Schmiedeeisen handelt, der dessen Pfosten auf einem Natursteinsockel stehen. | Alexandrinenstraße 1–33 (Karte) |           |              |    |

## Archäologische Denkmale
| Bild                           | Bezeichnung          | Lage                | Datierung | Beschreibung | ID |
| ------------------------------ | -------------------- | ------------------- | --------- | ------------ | -- |
| weitere Bilder Fotos hochladen | ehemalige Burganlage | Schauenburg (Karte) |           | Burgreste    |    |
| Fotos hochladen                | Wüstung Hainichen    | An der Wilden Leina |           |              |    |
| weitere Bilder Fotos hochladen | Marienglashöhle      | (Karte)             |           |              |    |